# Möbiusfunktion
Die Möbiusfunktion (auch Möbiussche μ-Funktion genannt) ist eine wichtige multiplikative Funktion in der Zahlentheorie und der Kombinatorik. Sie ist nach dem deutschen Mathematiker August Ferdinand Möbius benannt, der sie erstmals im Jahr 1831 eingeführt hat. Diese Funktion ist ein Spezialfall der allgemeiner definierten Möbiusfunktion einer Halbordnung, wobei sich die hier zugrunde liegende Halbordnung durch Teilbarkeitsrelationen ergibt.
Leonhard Euler betrachtete schon im 18. Jahrhundert Reihen mit der Möbiusfunktion in den Koeffizienten, ohne diese explizit zu definieren.

## Definition
Der Wert {\displaystyle \mu (n)} ist für alle natürlichen Zahlen {\displaystyle n} definiert und nimmt nur Werte aus der Menge {\displaystyle \{-1,0,1\}} an. Die Funktionswerte hängen von der Primfaktorzerlegung von {\displaystyle n} ab:
{\displaystyle n=p_{1}^{e_{1}}p_{2}^{e_{2}}\cdots p_{k}^{e_{k}}{\mbox{ mit }}k\geq 0,}
wobei {\displaystyle p_{1}\ldots p_{k}} voneinander verschiedene Primzahlen bezeichnen soll. {\displaystyle k=0} ist als leeres Produkt und Zerlegung von {\displaystyle n=1} zu verstehen.
Die Möbiusfunktion wird nun wie folgt definiert:
- {\displaystyle \mu (n)=+1}, falls n quadratfrei ist und falls n ein Produkt einer geraden Anzahl verschiedener Primzahlen ist
- {\displaystyle \mu (n)=-1}, falls n quadratfrei ist und falls n ein Produkt einer ungeraden Anzahl verschiedener Primzahlen ist
- {\displaystyle \mu (n)=0}, falls n nicht quadratfrei ist

Der Funktionswert {\displaystyle \mu (0)} bleibt undefiniert oder wird auf {\displaystyle 0} gesetzt.

## Eigenschaften
- Die Möbiusfunktion ist das zur Eins-Funktion inverse Element bezüglich der dirichletschen Faltung.
- Für alle Primzahlen {\displaystyle p} gilt {\displaystyle \mu (p)=-1}.
- {\displaystyle \mu } ist multiplikativ, d. h., {\displaystyle \mu (a\cdot b)=\mu (a)\cdot \mu (b)} für {\displaystyle a} und {\displaystyle b} teilerfremd.
- Für die summatorische Funktion der Möbiusfunktion gilt für {\displaystyle n\geq 1}:

{\displaystyle \sum \limits _{d\mid n}\mu (d)={\begin{cases}1&{\text{wenn }}n=1\\0&{\text{sonst,}}\end{cases}}}
wobei die Summe über alle Teiler von {\displaystyle n} läuft. Hieraus folgt auch die Möbiussche Umkehrformel.
- Aus der Eigenschaft, dass {\displaystyle d\mid n} und {\displaystyle d\mid s} genau dann, wenn der größte gemeinsamer Teiler von {\displaystyle n,s} geteilt wird, geschrieben {\displaystyle d\mid (n,s)}, folgt

{\displaystyle \sum \limits _{d\mid n,d\mid s}\mu (d)={\begin{cases}1&{\text{wenn }}(n,s)=1\\0&{\text{wenn }}(n,s)>1.\end{cases}}}
- Geometrisch gesehen ist {\displaystyle \mu (n)} die Summe aller primitiven {\displaystyle n}-ten Einheitswurzeln.[2]

## Beispiele und Werte
- {\displaystyle \mu (7)=-1}, da {\displaystyle 7} eine Primzahl ist.
- {\displaystyle \mu (66)=(-1)^{3}=-1}, da {\displaystyle 66=2\cdot 3\cdot 11}.
- {\displaystyle \mu (18)=0}, da {\displaystyle 18=2\cdot 3^{2}} nicht quadratfrei ist.

Die ersten 20 Werte der Möbiusfunktion lauten (Folge A008683 in OEIS):
| n    | 1 | 2  | 3  | 4 | 5  | 6 | 7  | 8 | 9 | 10 | 11 | 12 | 13 | 14 | 15 | 16 | 17 | 18 | 19 | 20 |
| μ(n) | 1 | −1 | −1 | 0 | −1 | 1 | −1 | 0 | 0 | 1  | −1 | 0  | −1 | 1  | 1  | 0  | −1 | 0  | −1 | 0  |

| {\displaystyle \mu (n)=-1} | 2, 3, 5, 7, 11, 13, 17, 19, 23, 29, 30, 31, 37, …   | (Folge A030059 in OEIS) |
| {\displaystyle \mu (n)=0}  | 4, 8, 9, 12, 16, 18, 20, 24, 25, 27, 28, 32, 36, …  | (Folge A013929 in OEIS) |
| {\displaystyle \mu (n)=1}  | 1, 6, 10, 14, 15, 21, 22, 26, 33, 34, 35, 38, 39, … | (Folge A030229 in OEIS) |

Abbildung der ersten 50 Werte der Möbiusfunktion:

## Mertens-Funktion
Die nach Franz Mertens benannte Mertens-Funktion {\displaystyle M} stellt eine Summation über die Möbiusfunktion dar:
{\displaystyle M(n)=\sum _{k=1}^{n}\mu (k)}
Dies entspricht der Differenz der Anzahl an quadratfreien Zahlen mit einer geradzahligen Anzahl von Primfaktoren zur Anzahl solcher mit einer ungeradzahligen Anzahl von Primfaktoren bis zur Zahl {\displaystyle n}. Die Mertens-Funktion oszilliert anscheinend chaotisch.
Nulldurchgänge der Mertens-Funktion finden sich bei:
2, 39, 40, 58, 65, 93, 101, 145, 149, 150, 159, 160, 163, 164, 166, 214, 231, 232, 235, 236, 238, 254, … (Folge A028442  in OEIS).
Vermutungen über das asymptotische Verhalten von Möbius- und Mertensfunktion stehen im Zusammenhang mit der Riemannschen Vermutung, die äquivalent zu folgender Aussage ist: Für alle {\displaystyle \varepsilon >0} gilt
{\displaystyle |M(x)|=\left|\sum _{n\leq x}\mu (n)\right|=O\left(x^{{\frac {1}{2}}+\varepsilon }\right)}
unter Verwendung der Landau-Symbole. Die Aussage
{\displaystyle |M(x)|=\left|\sum _{n\leq x}\mu (n)\right|=o(x)}
ist nach Edmund Landau äquivalent zum Primzahlsatz.

## Chowla- und Sarnak-Vermutung
Die Chowla-Vermutung lässt sich sowohl für die Liouville-Funktion als auch für die Möbiusfunktion formulieren:
{\displaystyle \sum _{1\leq n\leq x}\mu (n+h_{1})^{a_{1}}\,\dotsb \,\mu (n+h_{k})^{a_{k}}=o(x)}
für beliebige natürliche Zahlen {\displaystyle h_{i}} und {\displaystyle a_{i}\geq 0}, bei denen nicht alle {\displaystyle a_{i}} gerade sind (wobei man sich wegen {\displaystyle {\mu (n)}^{a+2}=\mu (n)^{a}} auf {\displaystyle a_{i}=0,\,1,\,2} beschränken kann). {\displaystyle o(x)} bedeutet asymptotisch verschwindend mit {\displaystyle x\to \infty } (siehe Landau-Symbole). Falls nur eine der Zahlen {\displaystyle a_{i}} ungerade ist, ist dies äquivalent zum Primzahlsatz in arithmetischen Progressionen. Ansonsten ist die Vermutung offen.
Eine weitere Vermutung, die das zufällige Verhalten der Vorzeichen der Möbiusfunktion beschreibt, ist die Vermutung von Peter Sarnak. Sei {\displaystyle f(n)\in \mathbb {C} } eine komplexwertige, beschränkte arithmetische Funktion, die deterministisch sei (die topologische Entropie der Folge verschwindet). Dann gilt nach der Sarnak-Vermutung:
{\displaystyle \sum _{n\leq x}f(n)\,\mu (n)=o(x)}
Sie ist im Allgemeinen offen, allerdings sind Spezialfälle bekannt. Für eine konstante Folge ist das im Wesentlichen der Primzahlsatz, für periodische Folgen der Primzahlsatz in arithmetischen Progressionen, für quasiperiodische Folgen folgt das aus einem Satz von Harold Davenport und für Horozyklen-Flüsse aus einem Satz von Sarnak, Tamar Ziegler und Jean Bourgain. Die Sarnak-Vermutung folgt nach Sarnak aus der Chowla-Vermutung.

## Weitere Anwendungen
Die Umformulierung des Siebes des Eratosthenes durch Adrien-Marie Legendre mit Hilfe der Möbiusfunktion und einer zugehörigen, nach Legendre benannten Identität, steht am Anfang der modernen Siebtheorie.
Sie spielt eine Rolle in der Fermionen-Version des Toy-Modells zur Interpretation der Riemannschen Zetafunktion beim Primonengas.